# Sterrenkijkers
Sterrenkijkers (Uranoscopidae) zijn een familie van straalvinnige vissen uit de orde van baarsachtigen (Perciformes). De sterrenkijkers jagen op prooi door zich in te graven en te wachten tot een prooidier passeert. De prooi wordt dan binnen 60 milliseconden opgeslokt.

## Geslachten
- Astroscopus
- Genyagnus
- Gnathagnus
- Ichthyscopus
- Kathetostoma
- Pleuroscopus
- Selenoscopus
- Uranoscopus Linnaeus, 1758
- Xenocephalus